# شاين غور
شاين غور (بالإنجليزية: Shane Gore)‏ (28 أكتوبر 1981 في المملكة المتحدة - ) هو لاعب كرة قدم بريطاني في مركز حراسة المرمى. لعب مع ستيفيناغ بوروه ونادي بارنت ونادي بيتربورو يونايتد ونادي لوتون تاون وميدنهد يونايتد ‏ ونادي ويمبلدون وهافانت أند ووترلوفيل وسانت ألبانز سيتي وتشيشام يونايتد ‏ وإيست ثوروك يونايتد ونادي ويلدستون لكرة القدم.

## وصلات خارجية
- شاين غور على موقع قاعدة بيانات كرة القدم.إي يو (الإنجليزية)
- شاين غور على موقع Soccerbase.com (لاعب) (الإنجليزية)